# 血海飄香
《血海飘香》是古龙小说楚留香传奇系列第一部作品。設定上與《大旗英雄傳》略有關係，但自成一格，非後傳。1971年11月-1972年6月香港武俠春秋連載，先改名《風流盜帥》，1977年真善美本、桂冠本再改名《楚留香傳奇》。原型是亞森羅蘋跟第007號特工詹姆士·龐德混和體，蘇蓉蓉、李紅袖及眾多串場的女性角色等可視為「龐德女郎」。

## 故事简介
故事開場包含了一小段子楔子「白玉美人」，介紹楚留香出場，「聞君有白玉美人，妙手雕成，極盡妍態，不勝心嚮往之。今夜子正，當踏月來取。君素雅達，必不致令我徒勞往返也。」，這段文字文筆典雅極受好評。
在京城偷了金伴花的白玉美人之後，回到自己的船上休养。可是，一具具尸体从海上漂了过来，楚留香发现死者都是江湖成名的高手 。这无疑激起了楚留香极大的兴趣。在知道他们是神水宫的天一神水所害后，楚留香决定探个究竟。天一神水被盗，神水宫的人怀疑是楚留香所为，于是他更想要揭开谜团。在调查中，他经历过诸多斗智斗勇，终于发现是自己的好朋友“妙僧”无花所为。

## 主要人物
- 楚留香
- 妙僧无花
- 南宫灵
- 中原一点红
- 胡鐵花
- 姬冰雁